# Romeries
Romeries ist eine französische Gemeinde im Département Nord in der Region Hauts-de-France. Sie gehört zum Kanton Caudry im Arrondissement Cambrai.

## Lage
Die Gemeinde Romeries liegt 23 Kilometer östlich von Cambrai. Sie grenzt im Nordosten an Escarmain, Beaudignies und Neuville-en-Avesnois, im Südosten an Vendegies-au-Bois, im Süden an Beaurain, im Südwesten an Solesmes und im Nordwesten an Vertain. Die ehemalige Route nationale 342 führt durch das Gemeindegebiet von Romeries.

## Bevölkerungsentwicklung
| Jahr                       | 1962 | 1968 | 1975 | 1982 | 1990 | 1999 | 2009 | 2021 |
| Einwohner                  | 484  | 490  | 492  | 407  | 385  | 350  | 432  | 476  |
| Quellen: Cassini und INSEE |      |      |      |      |      |      |      |      |

## Sehenswürdigkeiten

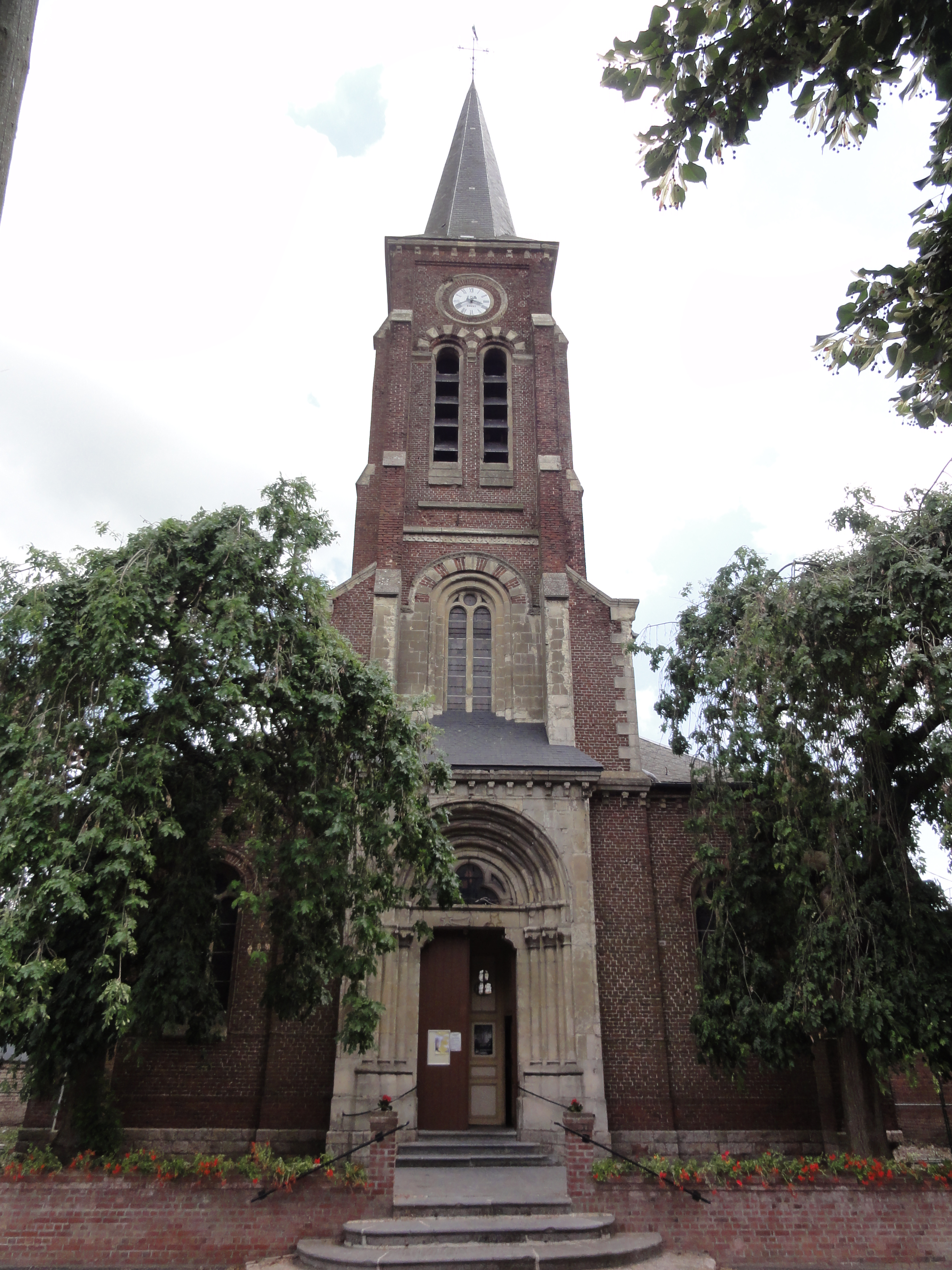
Kirche Saint-Humbert
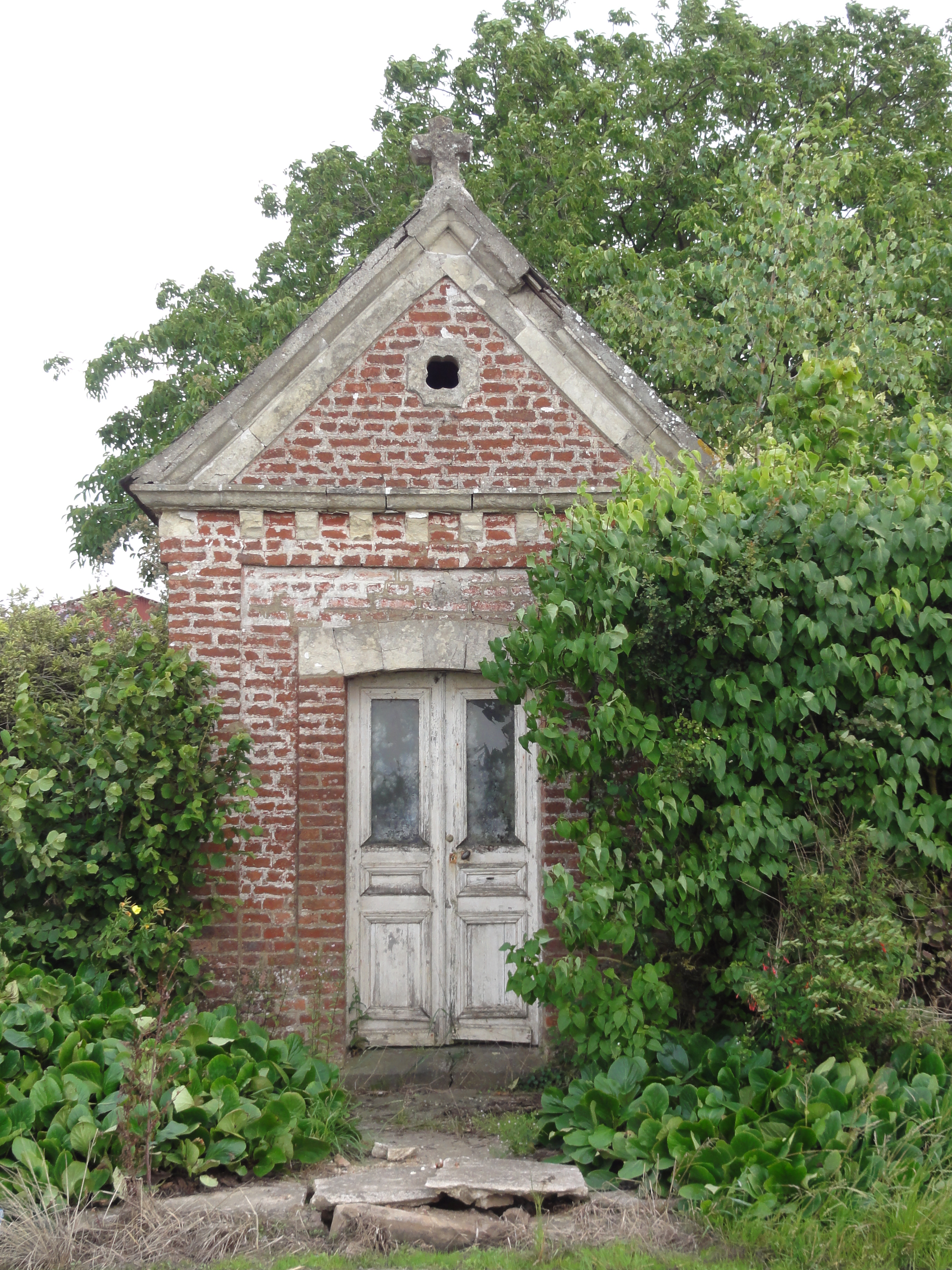
Kapelle Notre-Dame (ehemalige Pfarrkirche im Ortsteil Vertigneul)
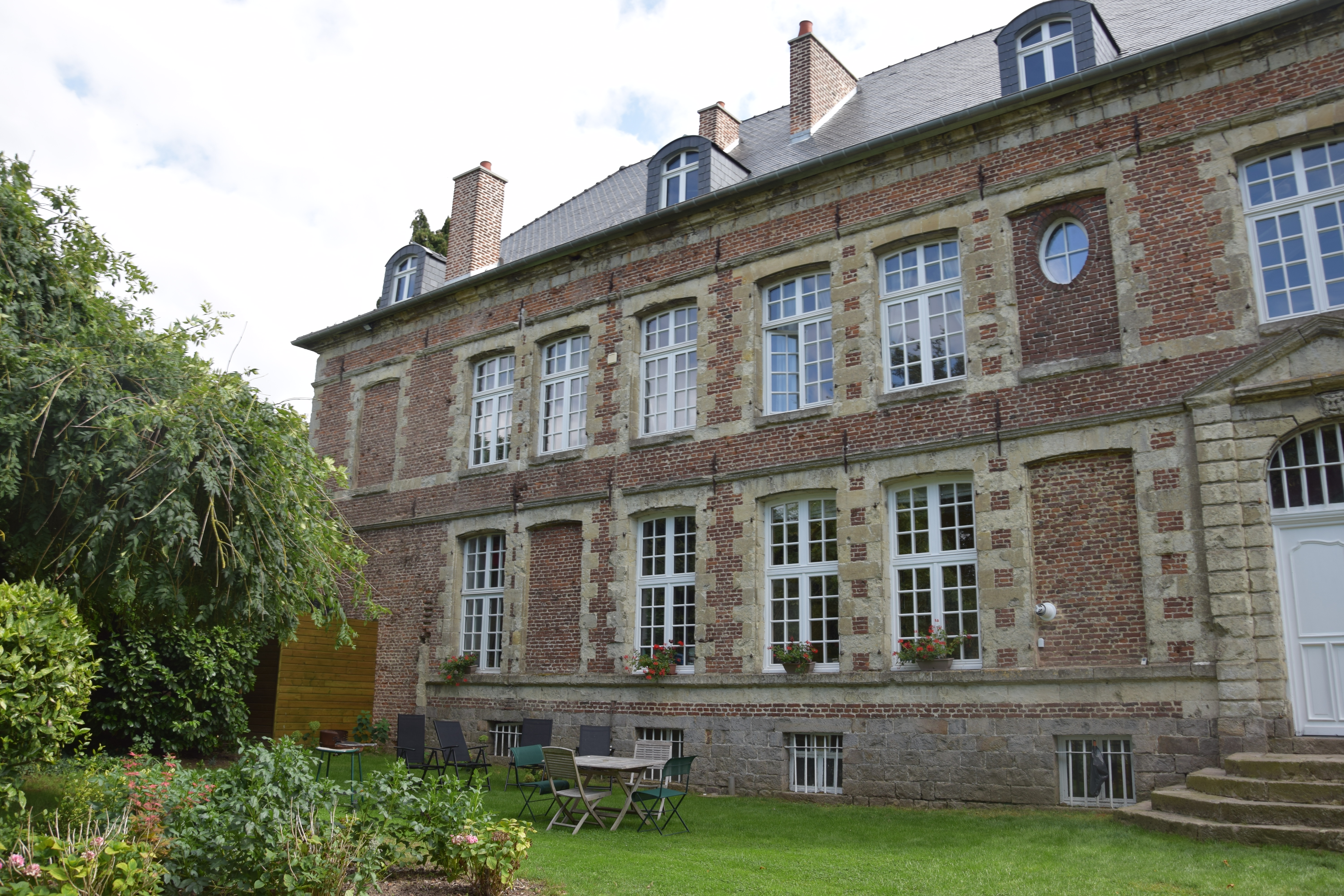
Schloss
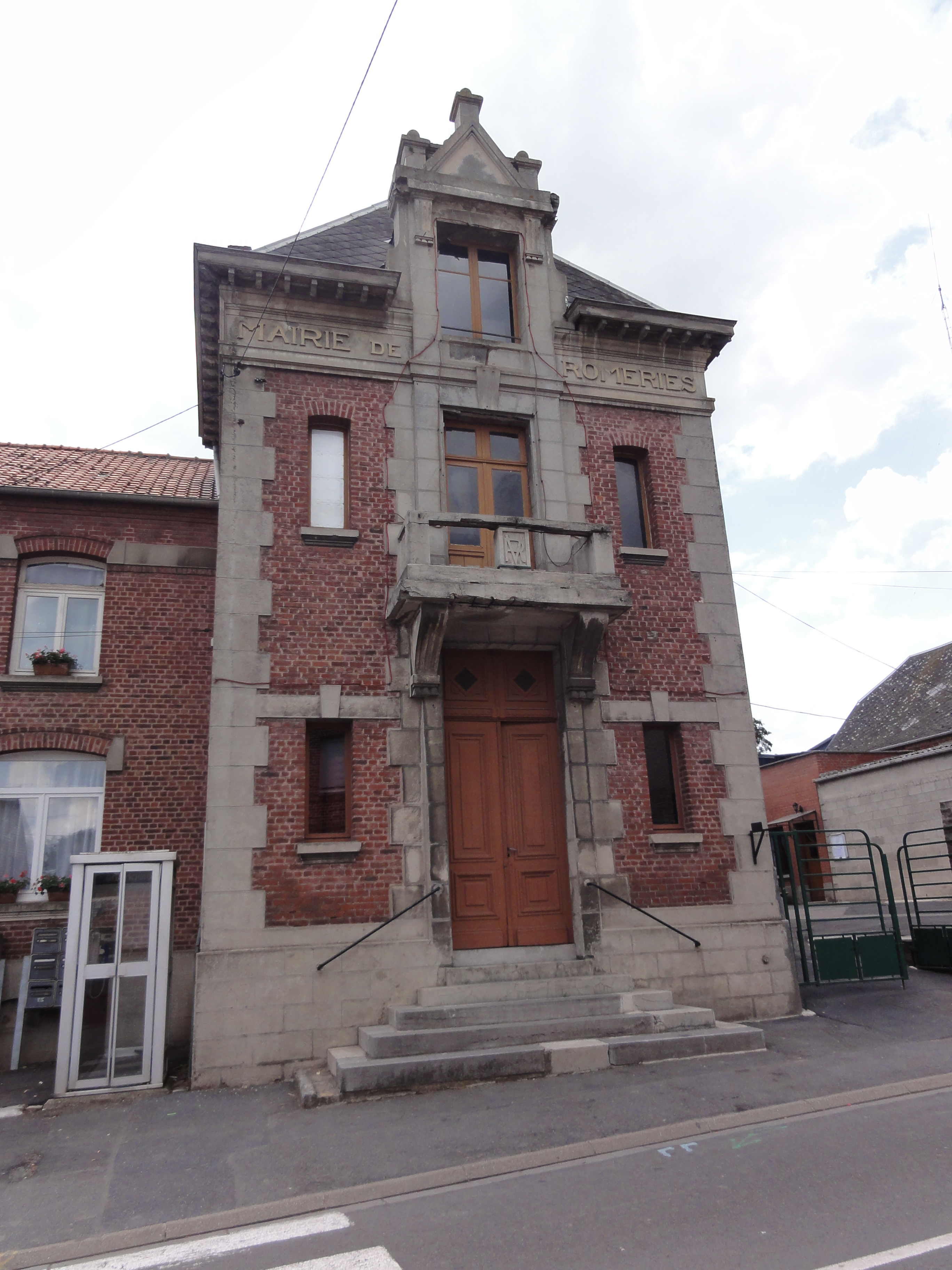
Wasserturm
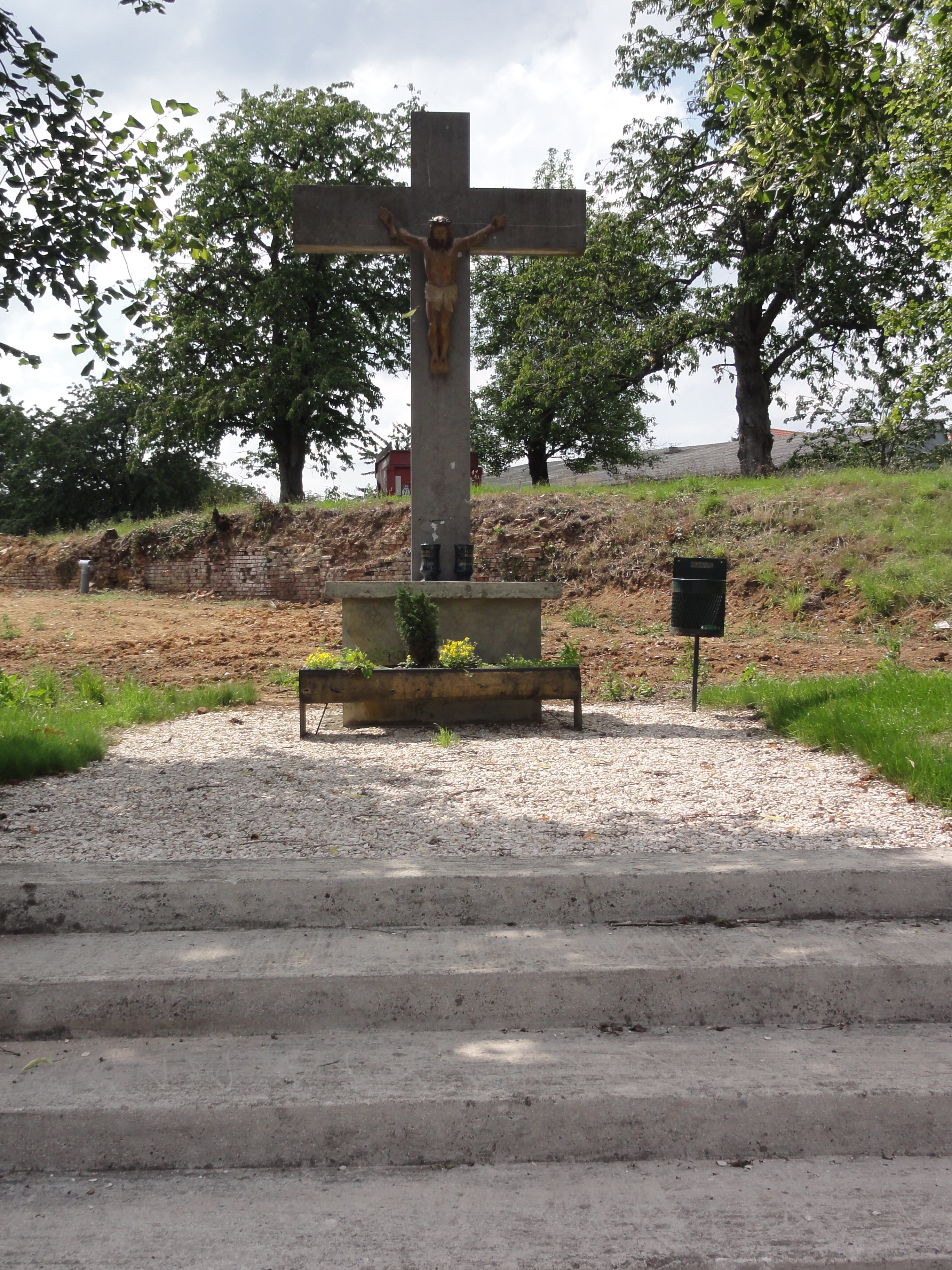
Gefallenendenkmal
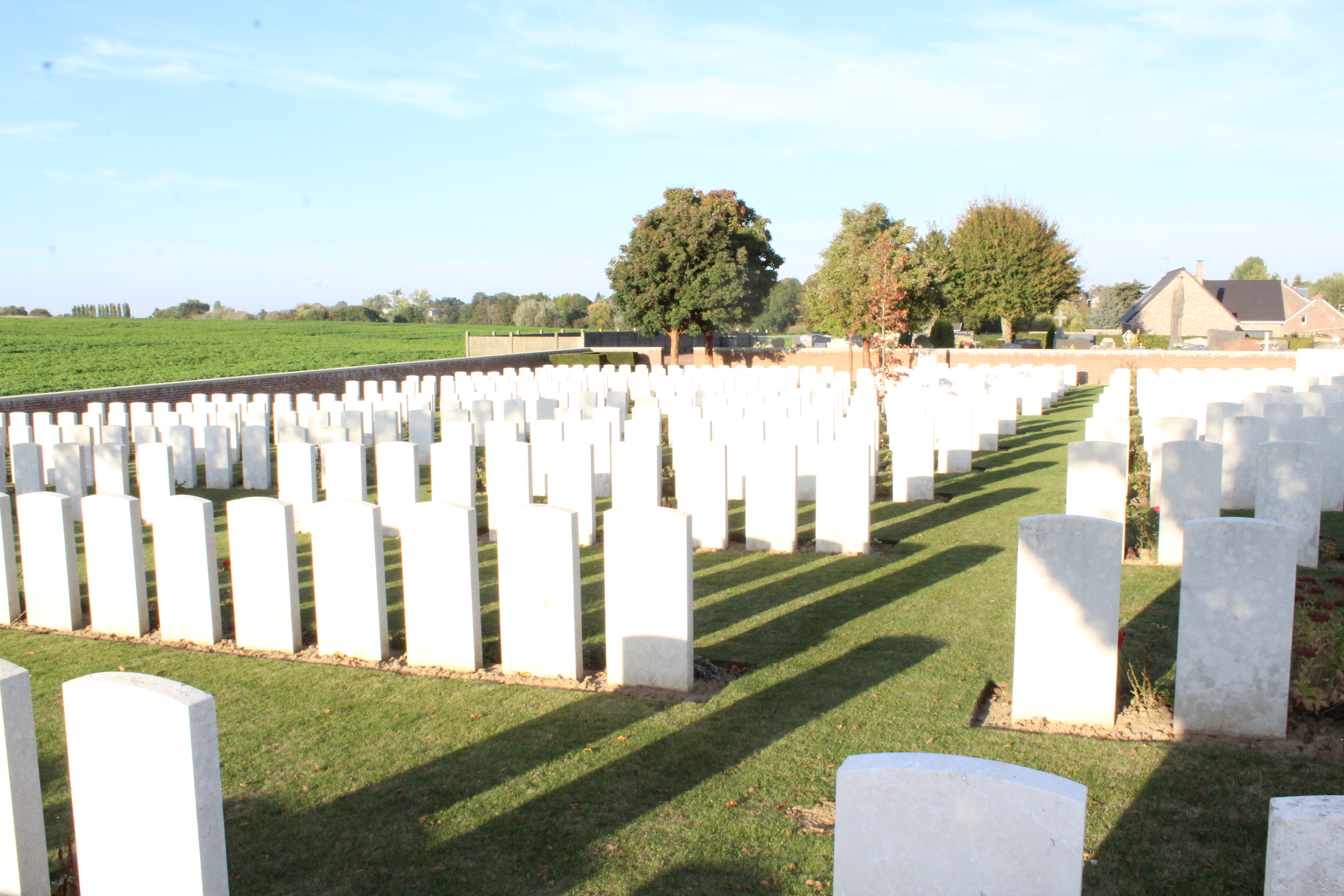
Soldatenfriedhof des Commonwealth

- Kirche Saint-Humbert
- Kapelle Notre-Dame
- Schloss Romeries
- Rathaus (mairie)
- Flurkreuz
- Soldatenfriedhof